# Сугимото, Хироси
Хироси Сугимото (яп. 杉本博司 Сугимото Хироси, 23 февраля 1948, Токио) — японский фотограф.

## Биография
Хироси Сугимото родился 23 февраля 1948 в Токио, Япония. В 1970 Сугимото изучал политику и социологию в St. Paul’s University в Токио. Позднее изучал искусства и получил степень бакалавра в Колледже искусств и дизайна в Лос-Анджелесе. После этого Сугимото поселился в Нью-Йорке.

## Творчество
Сугимото говорит о своей работе как об «экспозиции времени». Его работы фокусируются на быстротечности жизни, конфликте между жизнью и смертью.
Сугимото находился под влиянием работ Марселя Дюшана, дадаистов и сюрреалистов. Использование камеры большого формата (8×10) и длительной выдержки завоевали Сугимото репутацию фотографа высоких технических возможностей.
Сугимото приехал в США в то время, когда минимализм и концептуальное искусство занимали доминирующие позиции. Вдохновленный систематическими аспектами минималистской живописи и скульптуры, он исследует свои темы посредством использования серийности.
Несколько значительных фотографических серий доминируют в творчестве Сугимото до сих пор: «Диорамы» (начата в 1976), «Театры» (начата в 1978), «Морские пейзажи» (начата в 1980), «Архитектура» (начата в 1997).

### Серия «Театры»
Начатая в 1978 году, серия «Theatres» включает фотографии старых американских кинотеатров. Светящийся экран в центре композиции, архитектурные детали и места в театре являются объектом съемки, уникальный свет придает работе сюрреалистический вид.
«Сугимото установил камеру в кинозале во время демонстрации фильма, так что экран пришелся на середину кадра, и снимал его с очень долгой выдержкой, практически равной продолжительности фильма. Отраженного света оказалось достаточно, чтобы на негативе четко проявились очертания интерьера. Но сам экран, разумеется, оказался засвечен и превратился в ровный белый прямоугольник. Таким образом, попытка „сфотографировать“ фильм привела к его исчезновению; перенесение фильма в медиум картины (а фотография выполняет здесь функцию картины — статичного изображения) попросту его стерло».
«Мне хотелось отснять фильм, который смог бы уместиться в один кадр», — говорит сам Сугимото, и то, что в результате оказывается запечатлено на фотографии, для него — «не просто белый прямоугольник, а сконцентрированное в одном кадре время».

### Серия «Портреты»
Сугимото возобновил диалог, который возник с момента возникновения фотографии: отношения между живописью и механической репродукцией. В «Портретах» Сугимото вернулся к восковым фигурам, к которым уже обращался в серии «Диорамы». В отличие от изображения диарам в музеях естественной истории, эти образы больше натурального размера, черно-белые портреты исторических фигур прошлого и настоящего. Работая в масштабе, новом для своего творчества, Сугимото изолировал восковые фигуры от окружения в музее, разместил их в три четверти, осветил таким образом, чтобы свет напоминал освещение на портретах Рембрандта. «Портреты» Сугимото предлагают фотографическое «свидетельство» истории. Основанная на старой ассоциации черно-белой фотографии с документацией правды, работы Сугимото открывают иллюзорность этого представления. Через этапы репродуцирования — от живописи к восковой фигуре и фотографии — передает разрушение времени и пересказа истории.

### Серия «Морские пейзажи»
Нигде склонность Сугимото к минимализму не проявляется столь явно, как в его морских пейзажах. Начатая в 1980, серия отображает океанские виды со всего мира. Каждая перспектива, вне зависимости от расположения, топографических характеристик, климатических условий и временной зоны подана одинаково: Сугимото размещает камеру таким образом, что линия горизонта разделяет изображение на две части — море и небо. Пространство и глубину можно различить только через тонкие переходы оттенков серого. Увиденные по отдельности, эти во многом абстрактные образы вызывают сравнение с живописью Марка Ротко.

### Серия «Архитектура»
В 1990-х Сугимото начал серию преднамеренно размытых широкоформатных фотографий знаковых произведений архитектуры 20-го века, в том числе, Эмпайр Стейт Билдинг и часовни Ле Корбюзье в Роншане. В этих картинах вне фокуса, здания трудно сразу идентифицировать, они едва узнаваемы, эффект, который привлекает внимание к механике памяти и восприятия.

## Награды
2001 — Премия «Хассельблад».